# Oligomyrmex cribriceps
Oligomyrmex cribriceps är en myrart som först beskrevs av Wheeler 1927.  Oligomyrmex cribriceps ingår i släktet Oligomyrmex och familjen myror. Inga underarter finns listade i Catalogue of Life.